# Armin Hary
Armin Hary (né le 22 mars 1937 à Quierschied en Sarre) est un athlète allemand spécialiste du 100 mètres.

## Biographie

### Son enfance
Armin Hary était le fils d'un mineur ancien champion de lutte. Il a été élevé dans la passion du sport, , connaissant néanmoins une enfance pauvre.

### Sa carrière sportive

#### Faux-départ
Armin Hary commence le sport par le football, s'orientant par la suite vers le décathlon. C'est là qu'il est orienté vers le sprint, vu ses temps de réaction exceptionnels et sa vitesse de mise en action. À 16 ans il se consacre donc uniquement au sprint, entraîné par Bert Sumser.

#### Champion junior allemand en 1956
Armin devient champion junior d'Allemagne de l'Ouest en 1956, à l'âge de 19 ans, en réalisant un temps de 10 s 4. Dans le même temps, aux Jeux olympiques de Melbourne, Bobby Morrow vient de gagner la finale du 100 m en 10 s 5. Armin se met donc à rêver des Jeux olympiques. Délaissant ses études de mécanique automobile, il passe de plus en plus de temps à s'entraîner au stade, où il perfectionne principalement ses départs. Sa rapidité et la qualité de sa technique ont d'ailleurs berné de nombreux starters par la suite.

#### 1958-1959: des déceptions
En 1958, sur le 100 mètres de Friedrichshafen, il réalise exactement dix secondes ; pour la première fois cette limite est atteinte. Mais le starter marque une hésitation, Armin est parti en même temps que le pistolet. Les officiels allemands n'homologuent pas la performance.
La même année, il remporte ses premiers grands titres lors des championnats d'Europe, avec deux médailles d'or au 100 mètres et au relais 4 × 100 m.
Toutefois, déçu de la réaction des officiels de son pays, il émigre aux États-Unis. Blessé au genou, il subit une opération et revient en Allemagne en 1960.

#### 1960: le grand retour
Il reprend alors l'entrainement en vue des Jeux olympiques. Le 21 juin 1960, à Zürich, il s'élance à nouveau sur le 100 m, et à nouveau les aiguilles des chronomètres sont bloquées sur 10 secondes pile. Les juges protestent, et décident de faire recourir l'épreuve. Les concurrents français et anglais s'y refusant, seuls l'Allemand Jürgen Schüttler et le Suisse Müller acceptent de refaire la course. Et moins d'une heure plus tard Armin devient le premier homme à réaliser 100 m en 10 secondes.
En 1960, après deux faux-départs, il gagne la médaille d'or du 100 mètres aux Jeux olympiques de Rome en 10 s 2, l'Américain Dave Sime réalise le même temps mais est second, à une demi-poitrine. C'est la première fois qu'un non-Américain gagne cette distance depuis 1928 (remportée à l'époque par le Canadien Percy Williams). Lors du relais 4 × 100 mètres l'équipe des États-Unis franchit la ligne d'arrivée première, mais elle est disqualifiée pour passage de relais incorrect. Armin obtient sa seconde médaille d'or, le temps de l'équipe d'Allemagne égalant les 39 s 5 du record du monde établi par les États-Unis lors des précédents Jeux olympiques.

#### Un record durable
Son record, dont il faut considérer qu'il fut établi sur cendrée, est égalé 3 semaines plus tard par le Canadien Harry Jerome ; cependant il reste durant 8 ans l'unique record d'Europe, avant que Roger Bambuck l'égalise le 20 juin 1968. Son record européen a ensuite été égalé de nombreuses fois sans être battu, jusqu'au 24 septembre 1988, date à laquelle le Britannique Linford Christie réalise un temps de 9 s 97. Son record du monde de 10 secondes avait auparavant été battu le 20 juin 1968 par les Américains Charles Greene, Jim Hines et Ronnie Ray Smith en 9,9 s. Ce record sera d'ailleurs le dernier enregistré en chronométrage manuel.

##### Sponsor
En outre, il a été le premier athlète à être payé pour courir avec une certaine marque de chaussures.

#### Style de course
Il se distinguait par un don rare : un temps de réaction très bref au moment du départ, un talent particulier qu'il exploita par une technique étudiée de jaillissement des starting-blocks. Cette « bascule » trompa souvent les juges. Il restera dans l'histoire comme le premier athlète à avoir couvert la distance en dix secondes. Le fait que le chronométrage était encore manuel est la raison principale des doutes de faux départs qui planaient sur ses courses. Actuellement, une centrale électrique de détection des faux-départs l' aurait vraisemblablement disqualifié de nombreuses fois.  Elle détecte une réaction de poussée sur les blocs de départs en corrélation avec l' enregistrement du coup de feu. Physiologiquement, le temps que l' oreille détecte le bruit du coup de feu, puis le temps de transmission nerveuse aux muscles, est supérieur à 10/100  de seconde. On peut donc détecter un départ anticipé, qu' Armin Hary maîtrisait parfaitement. Le règlement de l' époque ne prévoyait pas un tel cas.  

#### Une fin de carrière précoce
Après les Jeux olympiques, il est suspendu par la fédération allemande, à la suite de quoi Hary décide d'arrêter le sport.

### Sa carrière professionnelle
En 1956, il faisait des études de mécanique automobile.
Au moment des Jeux olympiques de 1960, il était vendeur à Francfort.
En 1980, il est jugé coupable d'avoir détourné de l'argent et sera emprisonné pendant trois ans.
Il s'occupe par la suite d'une association qui aide les enfants en difficulté et détecte de jeunes talents sportifs entre 4 et 12 ans.

## Palmarès

### Jeux olympiques
- Jeux olympiques d'été de 1960 à Rome (Italie) : 
  -  Médaille d'or du 100 mètres.
  -  Médaille d'or du relais 4 × 100 mètres (Allemagne).

### Championnats d'Europe d'athlétisme
- Championnats d'Europe d'athlétisme 1958 à Stockholm (Suède) :
  -  Médaille d'or du 100 mètres.
  -  Médaille d'or du relais 4 × 100 mètres.